# Fekete János (főjegyző)
Galánthai Fekete János (Kápolnásnyék, 1817. december 11. – Székesfehérvár, 1877. április 3.) megyei tiszteletbeli főjegyző, levéltáros, költő, a galánthai Fekete család tagja.

## Élete
Középiskoláit 1829-től Gyönkön, Kecskeméten és Pápán végezte, utóbbi helyen a jogi és teológiai tanulmányai elvégzése után 1839–1841-ben akadémiai promócióra Neszmélyre ment, ahol három évig volt tanító. 1842-ben Tengődy János ügyvéd mellett volt joggyakornok, 1843-ban ügyvédi vizsgát tett. 1848-ig Székesfehérváron volt ügyvéd, és mint a szabadelvű párt tagja, a politikai küzdelmekben vett részt. 1848-ban megyei alügyésszé választották. 1849. május 20-án megyei főjegyző lett, és ő szerkesztette a magyar kormányhoz intézett függetlenségi nyilatkozatot üdvözlő, több ezer példányban kinyomtatott feliratot, ezért a szabadságharc bukása után 1852. május 1-jéig bujdosni volt kénytelen. 1852-ben Székesfehérvárról Ferenczy János akkori polgármester személyes bosszú miatt kitiltotta, és arra kényszerítette, hogy 24 órán belül távozzon a városból. Ekkor Sárbogárdon telepedett le és 1853-ig ügyvédként dolgozott, de az ügyvédek sorából törölték. 1854-ben Sárkeresztúron telepedett meg és ott a felesége birtokán gazdálkodott. 1857-ben visszatért Székesfehérvárra. 1859. december 20-án az akkor alakult fejér megyei gazdasági egylet titkárává 1861-ben  megyei főjegyzővé választották meg, de még azon év végén tiszttársával együtt ő is leköszönt, és a magánéletbe vonult vissza. 1862-ben a dunántúli evangélikus egyházkerület világi aljegyzőjévé választotta meg. 1865-ben, a második önkényuralmi korszak elmúltával, ismét megyei főjegyzővé nevezték ki, 1867-ben pedig  megválasztották, ebben a beosztásban az 1871. évi tisztújításig megmaradt, ekkor önként visszalépett és levéltárnoki állást töltött be.
1877. április 3-án hunyt el Székesfehérváron.

## Írásai
Versei az Örvendező Versek (Szilassy József tiszteletére, Veszprém, 1835.) című munkában, a Jáczintban (1836.), a Hála Koszorúban (Pápa, 1838.), a Kunoss Endre által kiadott Részvét Gyöngyeiben (1838.), az Athenaeumban (1841.), a Nemzeti Almanachban (1841.), a Tavaszban (Pápa, 1845.) és a Pesti Divatlapban (1844–46.) jelentek meg; utóbbihoz munkatársul állott be s életképeket irt a lapba: 1847–48-ban a Kovács Pál által Győrött szerkesztett Hazánkba irt humoros cikkeket és népies beszélyeket; az említett két lapban számos epigrammja is megjelent. Nagy Ignác Hölgyfutárjába (1852. 1854.): A kompolti kisasszony első szerencséje című humorisztikus beszélyt és több apró cikket írt; a Budapesti Viszhangba (1852–55.) népies beszélyt, életképeket és humorisztikus apróságokat; a Kalauzba (1857.) népies beszélyeket és Együgyű levelek a Sár mellől című levélciklust; a Nagy Tükörbe (1857.) A malacz mint násznagy c. komikus beszélyt; a Napkeletbe (1858–60.) humorisztikus beszélyt és apróságot; a Gombostűbe (1862.) humor-cikkeket. Nyilvános irodalmi működése itt hosszabb időre megszakad, míg a Székesfejérvár című lapba több különböző cikket és egy népies beszélyt írt A kanász és leánya címmel; a Vasárnapi Ujságban (1862.) Egy szó a Székesfejérvári ásatások ügyében címmel cikke jelent meg. A fejérmegyei gazdasági egyesületről tudósításokat írt a Magyar Gazdába (1860–61.), Gazdasági Lapokba (1861–64.) és a Székesfehérvári Borász-Csarnokba (1863.)

## Álnevei
Federényi Jerindo, Fellegi Jordán, Jean de Noir, Kövér János és Fiván.

## Munkái
- Életiskola a magyar nép számára. Pest, 1858. (Versek. Arany Jánosnak előleges bírálata után több ezer példányban nyomatott; ugyanez a mezőföldi egyházmegye által kiadott és a dunántúli református népiskolákban sokáig is használatban levő Horváth Mihály, Imák és fohászok című munkája függelékeűl 10 ezer példányban nyomatott ki Székesfejérvárt év nélkül, másodszor 1878-ban.)
- Vázlat a fejérmegyei gazdasági egyesület 1860, 61, 62-ik évi munkálatairól. Székesfejérvár, 1863.